# Municipalitatea Doxato
Municipalitatea Doxato este o municipalitate din regiunea Macedonia de Est și Tracia care a fost înființată în 2011 cu Programul Kallikratis. Aceasta a rezultat din fuziunea municipalităților preexistente Doxato și Kalampaki. Suprafața municipalității este de 244,1 kmp iar populația sa permanentă este de 12.059 de locuitori conform recensământului din 2021.  Sediul municipalității este orașul Kalampaki iar sediul său istoric este orașul Doxato. 

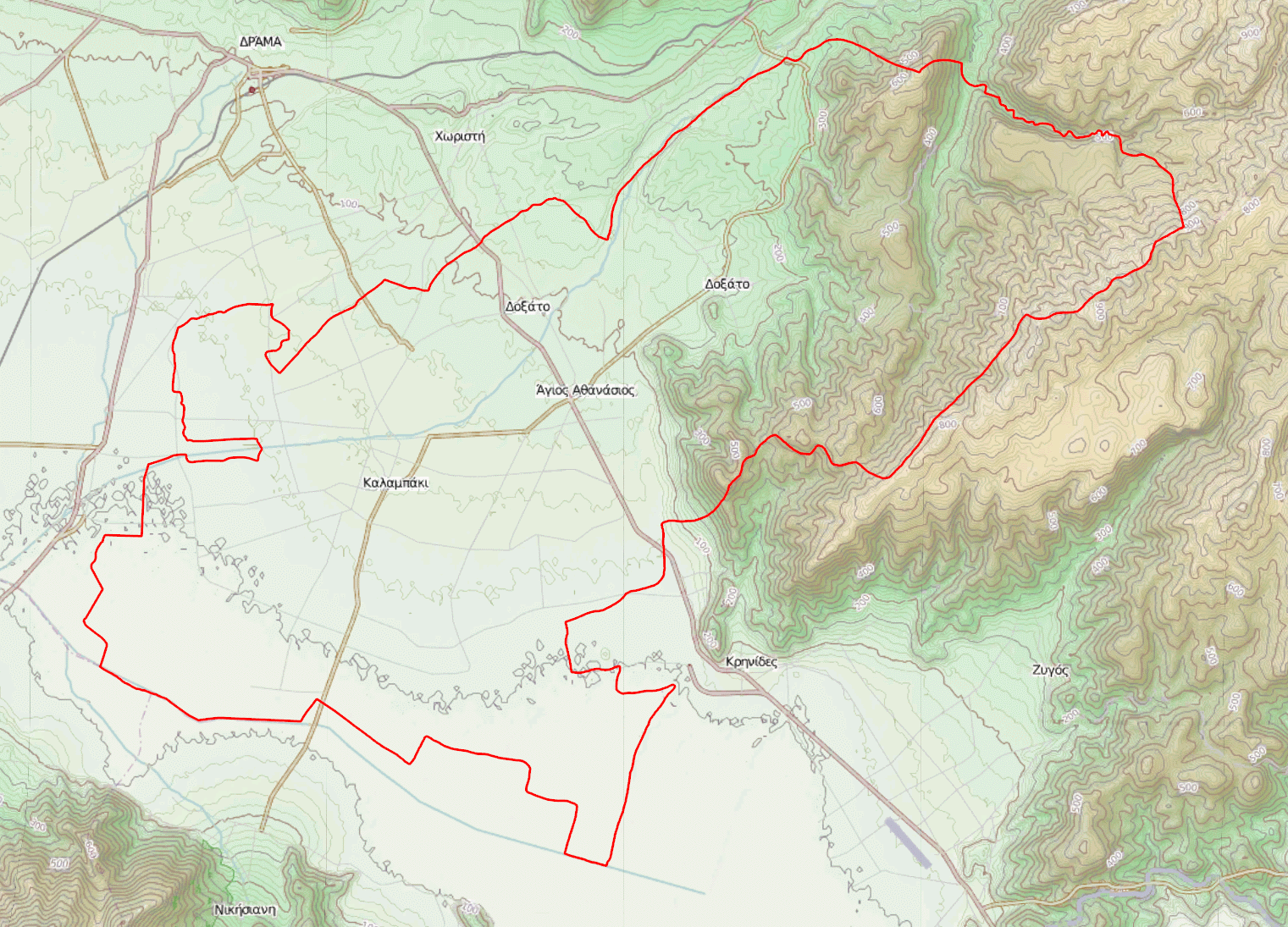
Harta topografică a municipalității Doxato